# Leichtathletik-Weltmeisterschaften 2011/Siebenkampf der Frauen

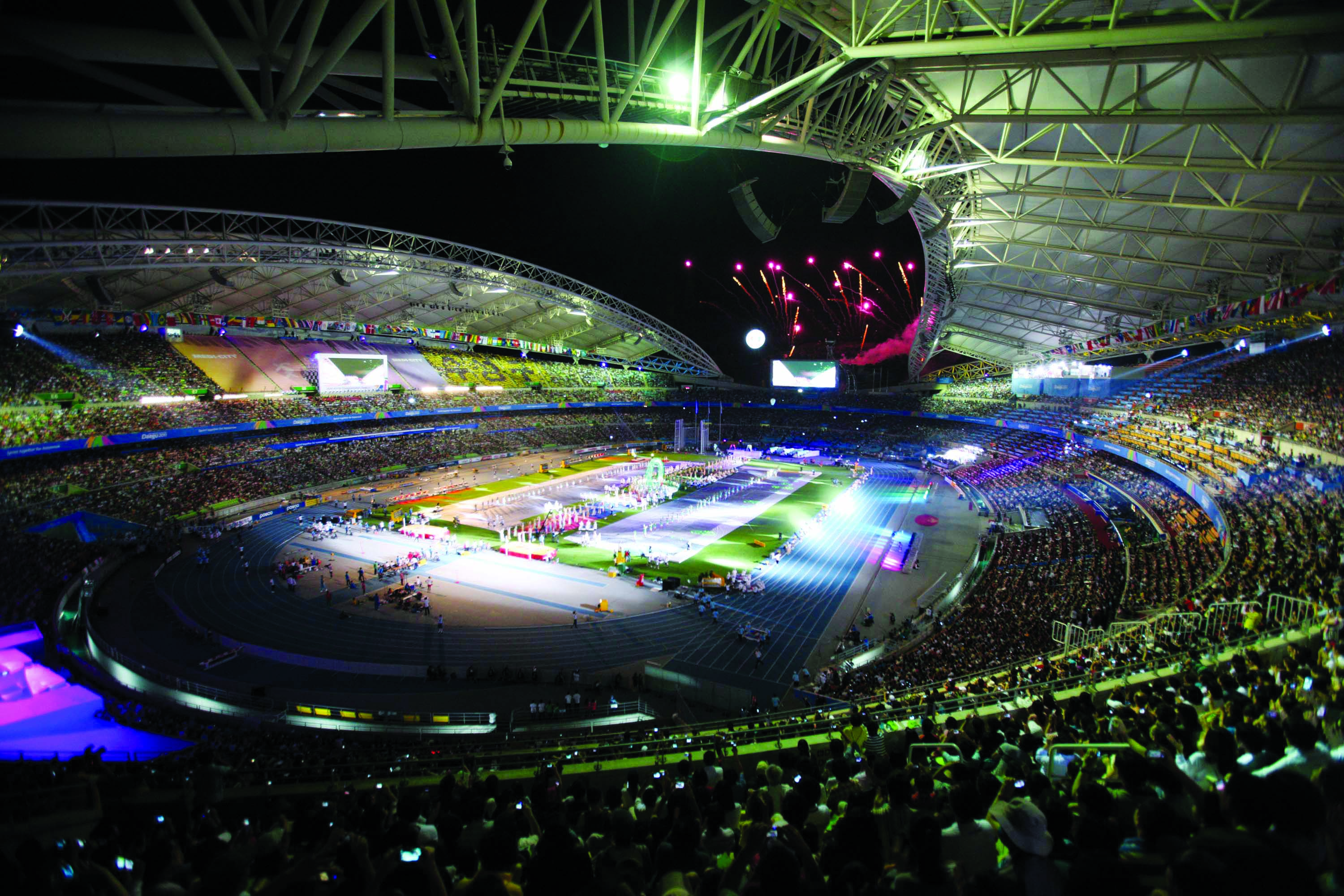
Das Daegu-Stadion im Jahr 2010

Der Siebenkampf der Frauen bei den Leichtathletik-Weltmeisterschaften 2011 wurde am 29. und 30. August 2011 im Daegu-Stadion der südkoreanischen Stadt Daegu ausgetragen.
Weltmeisterin wurde die britische Titelverteidigerin und amtierende Europameisterin Jessica Ennis. Rang zwei belegte wie bei den Weltmeisterschaften 2009 in Berlin die deutsche EM-Dritte von 2010 Jennifer Oeser. Bronze ging an die Polin Karolina Tymińska.

## Bestehende Rekorde
| Weltrekord | 7291 P | Jackie Joyner-Kersee | OS in Seoul, Südkorea | 23./24. September 1988       |
| WM-Rekord  | 7128 P | Jackie Joyner-Kersee | WM in Rom, Italien    | 31. August/1. September 1987 |

Der bestehende WM-Rekord wurde bei diesen Weltmeisterschaften nicht eingestellt und nicht verbessert.

## Doping
In diesem Wettbewerb waren zwei Dopingfälle zu verzeichnen.
- Tatjana Tschernowa,  Russland, zunächst Rang 1. Der Entscheidungsprozess im Zusammenhang mit den gegen die Athletin zu treffenden Maßnahmen zog sich aufgrund ihres Widerspruchs lange hin. Nachdem Tschernowa die gegen sie auch auf der Grundlage des McLaren-Reports erhobenen Vorwürfe akzeptierte, wurden alle ihre vom 17. August 2008 bis 5. Februar 2016 erzielten Resultate gestrichen.[2]
- Ljudmyla Jossypenko, Ukraine, zunächst Zehnte. Sie erhielt wegen eines Dopingverstoßes bei diesen Weltmeisterschaften eine vierjährige Sperre vom 26. März 2013 bis zum 26. März 2017. Ihr WM-Resultat von 2011 wurde annulliert.[3]

Leidtragende waren in erster Linie zwei Athletinnen im Medaillenbereich:
- Jessica Ennis, Großbritannien – Ihr wurde der Titel als Weltmeisterin erst nach vielen Jahren zugesprochen.
- Karolina Tymińska, Polen – Sie erhielt ihre Bronzemedaille erst lange Zeit nach Abschluss der Veranstaltung und konnte nicht an der Siegerehrung teilnehmen.

## Durchführung
Die sieben Disziplinen des Siebenkampfs fanden auf zwei Tage verteilt statt, hier der Zeitplan:
| Tag 1: 29. August | 100-Meter-Hürdenlauf | 10:00 Uhr |                | Tag 2: 30. August | Weitsprung      | 10:00 Uhr |
| Tag 1: 29. August | Hochsprung           | 11:00 Uhr | Speerwurf      | Tag 2: 30. August | 11:40/12:50 Uhr |           |
| Tag 1: 29. August | Kugelstoßen          | 19:05 Uhr | 800-Meter-Lauf | Tag 2: 30. August | 20:00 Uhr       |           |
| Tag 1: 29. August | 200-Meter-Lauf       | 20:35 Uhr |                |                   |                 |           |

Gewertet wurde nach der auch heute gültigen Punktetabelle von 1985.

## Ergebnis
29./30. August 2011
| Platz | Name                       | Nation         | Punkte |  | 100 m Hürden   | Hoch- sprung  | Kugel- stoßen | 200 m          |  | Stand n. Tag 1 (P) |  | Weit- sprung  | Speer- wurf   | 800 m              |
| 1     | Jessica Ennis              | Großbritannien | 6751   |  | 12,94 s 1133 P | 1,86 m 1054 P | 14,67 m 839 P | 23,27 s 1052 P |  | 4078               |  | 6,51 m 1010 P | 39,95 m 666 P | 2:07,81 min 997 P  |
| 2     | Jennifer Oeser             | Deutschland    | 6572   |  | 13,33 s 1075 P | 1,83 m 1016 P | 13,70 m 774 P | 24,58 s 926 P  |  | 3791               |  | 6,28 m 937 P  | 51,30 m 885 P | 2:10,39 min 959 P  |
| 3     | Karolina Tymińska          | Polen          | 6544   |  | 13,12 s 1106 P | 1,74 m 903 P  | 14,70 m 841 P | 23,87 s 993 P  |  | 3843               |  | 6,39 m 972 P  | 41,32 m 693 P | 2:05,21 min 1036 P |
| 4     | Natalija Dobrynska         | Ukraine        | 6539   |  | 13,43 s 1060 P | 1,83 m 1016 P | 16,14 m 937 P | 25,35 s 855 P  |  | 3868               |  | 6,18 m 905 P  | 48,00 m 821 P | 2:11,34 min 945 P  |
| 5     | Lilli Schwarzkopf          | Deutschland    | 6321   |  | 13,65 s 1028 P | 1,80 m 978 P  | 14,89 m 854 P | 25,82 s 813 P  |  | 3673               |  | 6,18 m 905 P  | 49,69 m 854 P | 2:15,26 min 889 P  |
| 6     | Antoinette Nana Djimou Ida | Frankreich     | 6309   |  | 13,48 s 1053 P | 1,83 m 1016 P | 14,07 m 799 P | 25,19 s 869 P  |  | 3737               |  | 6,13 m 890 P  | 55,79 m 973 P | 2:28,74 min 709 P  |
| 7     | Austra Skujytė             | Litauen        | 6297   |  | 13,96 s 984 P  | 1,86 m 1054 P | 16,71 m 976 P | 26,04 s 794 P  |  | 3808               |  | 6,05 m 865 P  | 49,19 m 844 P | 2:23,21 min 780 P  |
| 8     | Jessica Zelinka            | Kanada         | 6268   |  | 13,01 s 1123 P | 1,68 m 830 P  | 14,91 m 855 P | 24,06 s 975 P  |  | 3783               |  | 6,16 m 899 P  | 39,59 m 659 P | 2:12,62 min 927 P  |
| 9     | Anna Bogdanowa             | Russland       | 6242   |  | 13,44 s 1059 P | 1,83 m 1016 P | 14,52 m 829 P | 25,64 s 829 P  |  | 3733               |  | 6,38 m 969 P  | 41,38 m 694 P | 2:18,34 min 846 P  |
| 10    | Aiga Grabuste              | Lettland       | 6229   |  | 14,06 s 970 P  | 1,71 m 867 P  | 14,46 m 825 P | 24,83 s 902 P  |  | 3564               |  | 6,45 m 991 P  | 45,82 m 779 P | 2:14,82 min 895 P  |
| 11    | Ruky Abdulai               | Kanada         | 6212   |  | 13,60 s 1036 P | 1,80 m 978 P  | 11,72 m 643 P | 24,50 s 933 P  |  | 3590               |  | 6,30 m 943 P  | 46,35 m 790 P | 2:15,29 min 889 P  |
| 12    | Margaret Simpson           | Ghana          | 6183   |  | 13,43 s 1060 P | 1,80 m 978 P  | 12,48 m 693 P | 25,23 s 866 P  |  | 3597               |  | 5,88 m 813 P  | 53,13 m 921 P | 2:17,91 min 852 P  |
| 13    | Louise Hazel               | Großbritannien | 6149   |  | 13,24 s 1089 P | 1,74 m 903 P  | 12,36 m 685 P | 24,25 s 957 P  |  | 3634               |  | 6,25 m 927 P  | 41,75 m 701 P | 2:15,44 min 887 P  |
| 14    | Jessica Samuelsson         | Schweden       | 6119   |  | 13,77 s 1011 P | 1,68 m 830 P  | 14,52 m 829 P | 24,55 s 929 P  |  | 3599               |  | 6,05 m 865 P  | 41,32 m 693 P | 2:10,20 min 962 P  |
| 15    | Julia Mächtig              | Deutschland    | 6095   |  | 14,15 s 957 P  | 1,80 m 978 P  | 15,24 m 877 P | 25,54 s 838 P  |  | 3650               |  | 5,98 m 843 P  | 43,74 m 739 P | 2:17,14 min 863 P  |
| 16    | Sharon Day                 | USA            | 6043   |  | 13,69 s 1023 P | 1,80 m 978 P  | 14,28 m 813 P | 25,01 s 886 P  |  | 3700               |  | 5,87 m 810 P  | 39,14 m 651 P | 2:15,74 min 882 P  |
| 17    | Remona Fransen             | Niederlande    | 6027   |  | 13,57 s 1040 P | 1,80 m 978 P  | 13,67 m 772 P | 25,17 s 871 P  |  | 3661               |  | 6,06 m 868 P  | 38,03 m 630 P | 2:16,80 min 868 P  |
| 18    | Ida Marcussen              | Norwegen       | 5911   |  | 13,96 s 984 P  | 1,71 m 867 P  | 12,81 m 715 P | 25,74 s 820 P  |  | 3386               |  | 5,88 m 813 P  | 44,90 m 762 P | 2:11,01 min 950 P  |
| 19    | Kateřina Cachová           | Tschechien     | 5908   |  | 13,81 s 1005 P | 1,77 m 941 P  | 11,64 m 637 P | 25,36 s 854 P  |  | 3437               |  | 5,97 m 840 P  | 43,98 m 744 P | 2:15,43 min 887 P  |
| 20    | Alina Fjodorowa            | Ukraine        | 5908   |  | 14,06 s 970 P  | 1,80 m 978 P  | 14,18 m 806 P | 25,35 s 855 P  |  | 3609               |  | 5,98 m 843 P  | 37,13 m 612 P | 2:18,51 min 844 P  |
| 21    | Francesca Doveri           | Italien        | 5786   |  | 13,44 s 1059 P | 1,71 m 867 P  | 11,76 m 645 P | 25,45 s 846 P  |  | 3417               |  | 6,09 m 877 P  | 35,09 m 573 P | 2:13,14 min 919 P  |
| 22    | Györgyi Farkas             | Ungarn         | 5784   |  | 14,32 s 934 P  | 1,80 m 978 P  | 12,75 m 711 P | 26,35 s 767 P  |  | 3390               |  | 5,78 m 783 P  | 42,15 m 709 P | 2:14,33 min 902 P  |
| 23    | Hyleas Fountain            | USA            | 5611   |  | 12,93 s 1135 P | 1,89 m 1093 P | 12,20 m 674 P | 23,96 s 985 P  |  | 3887               |  | 6,45 m 991 P  | 43,42 m 733 P | DNF 0 P            |
| 24    | Grit Šadeiko               | Estland        | 5190   |  | 13,44 s 1059 P | 1,74 m 903 P  | 11,46 m 625 P | 24,39 s 944 P  |  | 3531               |  | 6,28 m 937 P  | 42,84 m 722 P | DNF 0 P            |
| DNF   | Sara Aerts                 | Belgien        | 2665   |  | 13,38 s 1068 P | 1,74 m 903 P  | 12,49 m 694 P | DNS            |  | 2665               |  |               |               |                    |
| DNF   | Wassana Winatho            | Thailand       | 1863   |  | 13,62 s 1033 P | 1,68 m 830 P  | DNS           |                |  | 1863               |  |               |               |                    |
| DOP   | Tatjana Tschernowa         | Russland       | 6880   |  | 13,32 s 1077 P | 1,83 m 1016 P | 14,17 m 805 P | 23,50 s 1029 P |  | 3927               |  | 6,61 m 1043 P | 52,95 m 917 P | 2:08,04 min 993 P  |
| DOP   | Ljudmyla Jossypenko        | Ukraine        | 6263   |  | 13,49 s 1052 P | 1,83 m 1016 P | 13,16 m 738 P | 24,09 s 972 P  |  | 3778               |  | 6,03 m 859 P  | 42,94 m 724 P | 2:14,37 min 902 P  |

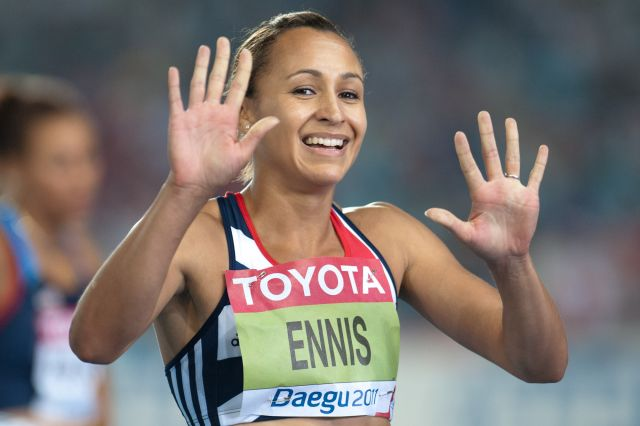
Zweiter WM-Titel für die amtierende Europameisterin Jessica Ennis
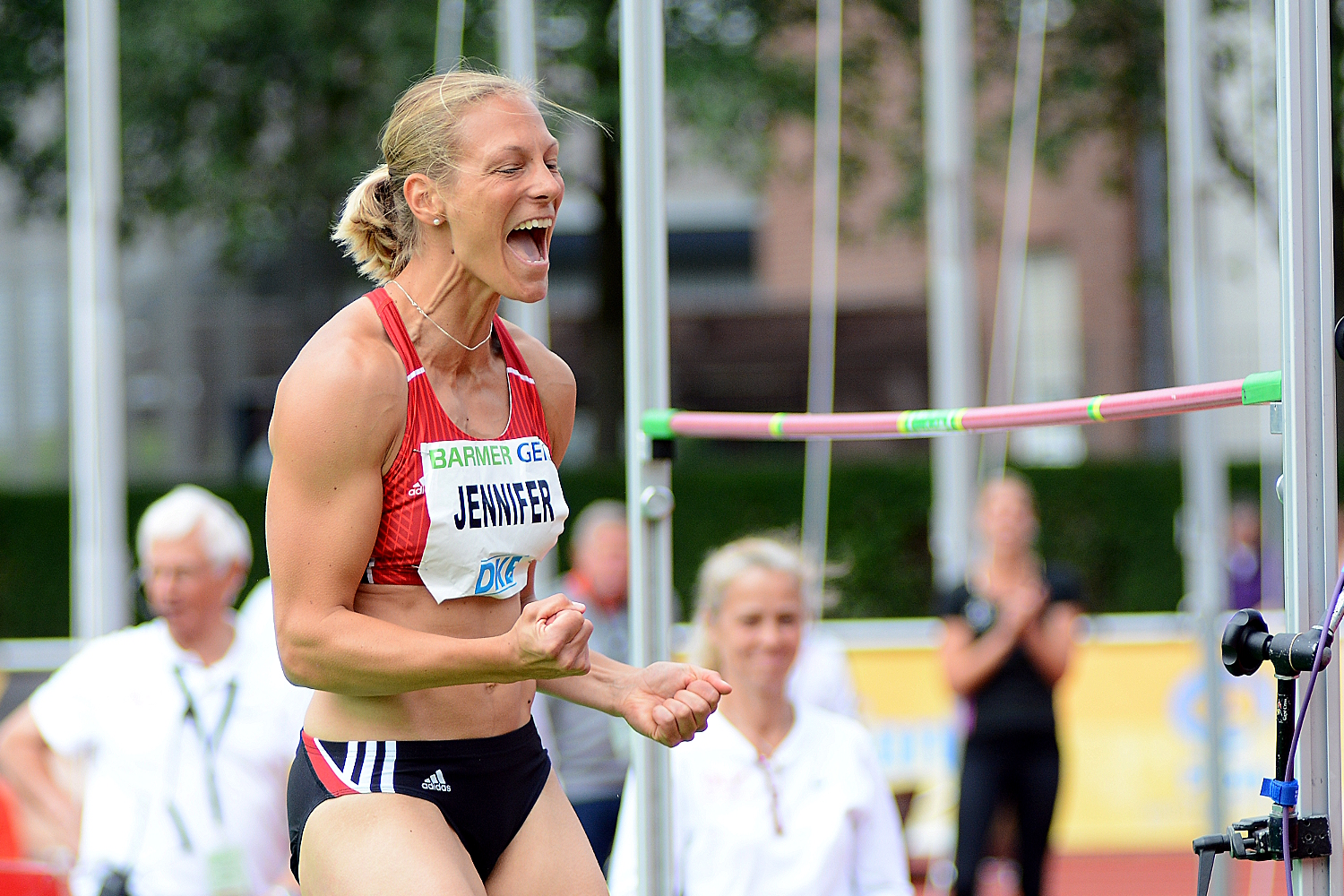
Jennifer Oeser – 2010 EM-Dritte und nun Vizeweltmeisterin
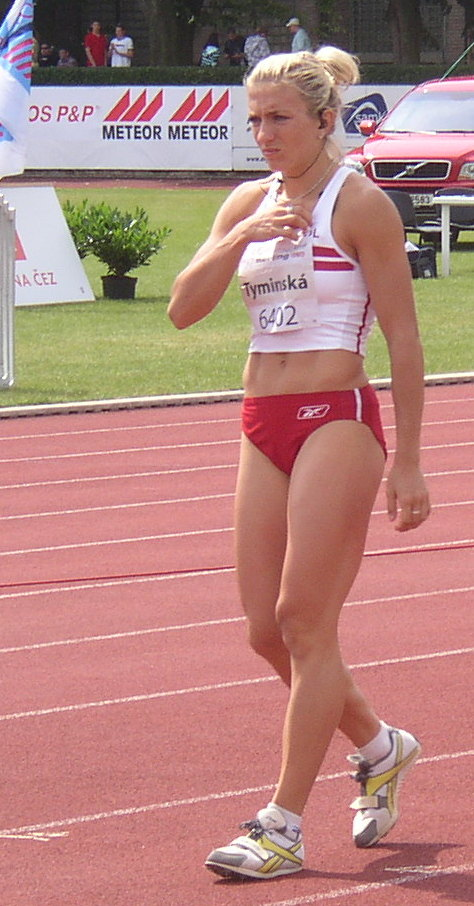
Bronzemedaillengewinnerin Karolina Tymińska

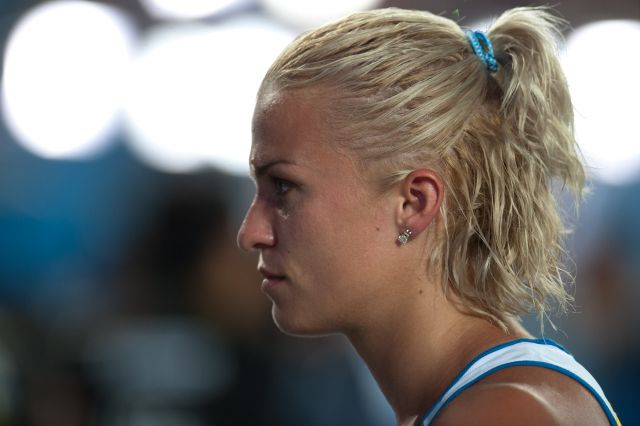
Die aktuelle Olympiasiegerin und Vizeeuropameisterin Natalija Dobrynska wurde Vierte
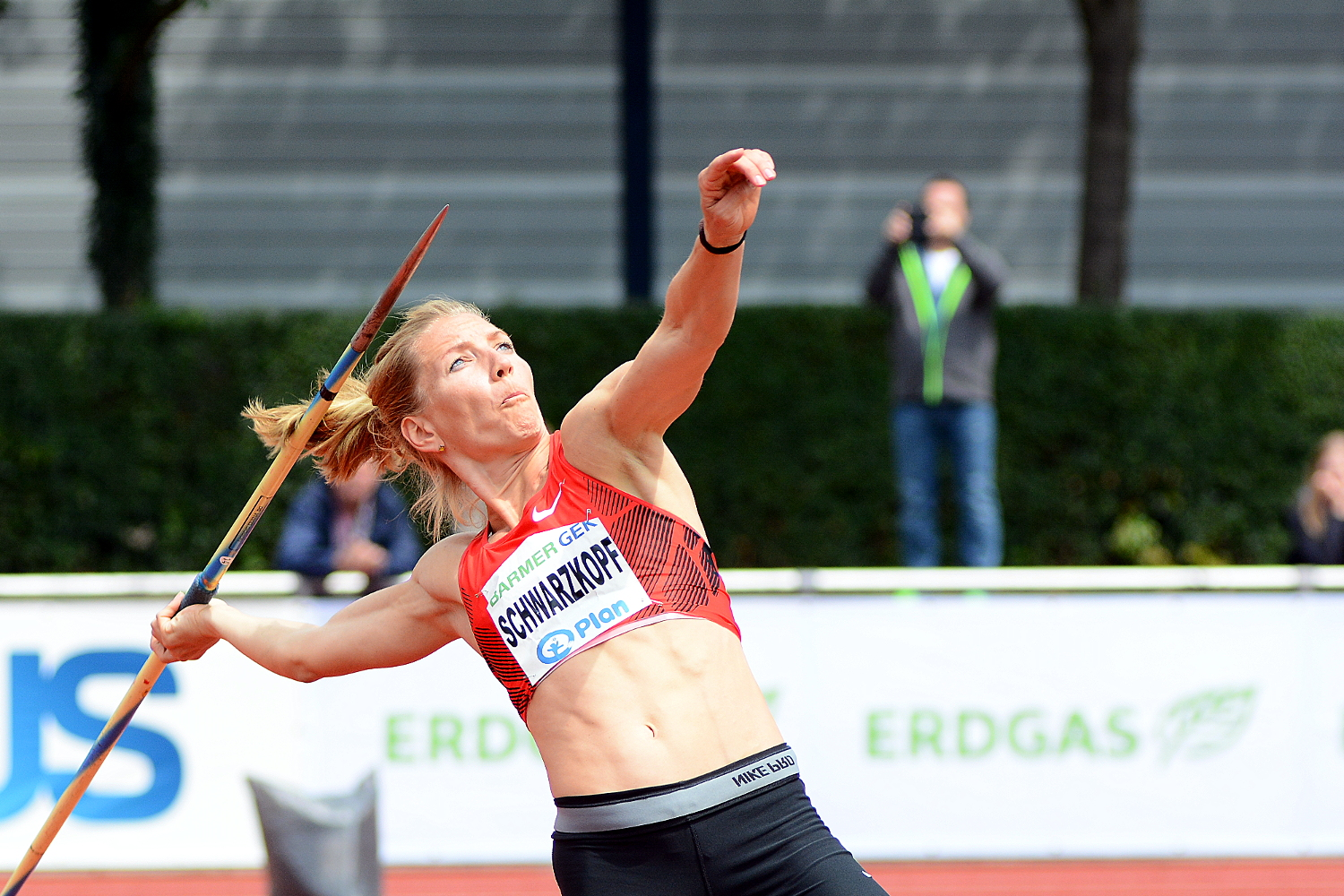
Lilli Schwarzkopf, 2006 EM-Dritte, belegte Rang fünf
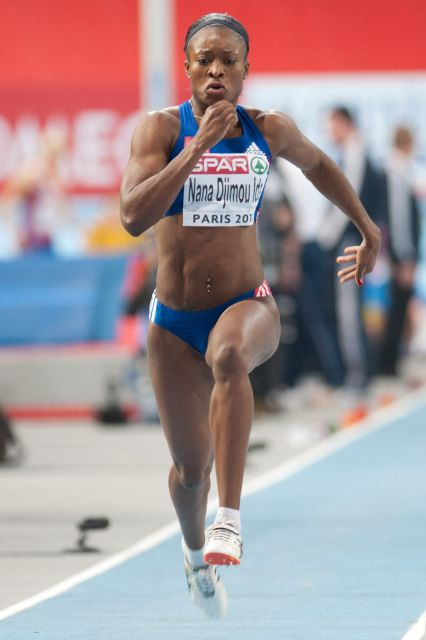
Antoinette Nana Djimou Ida kam auf den sechsten Platz
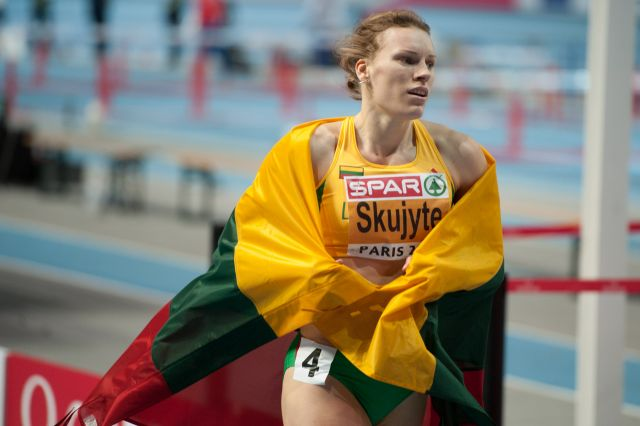
Austra Skujytė, 2004 Olympiazweite, erreichte Platz sieben
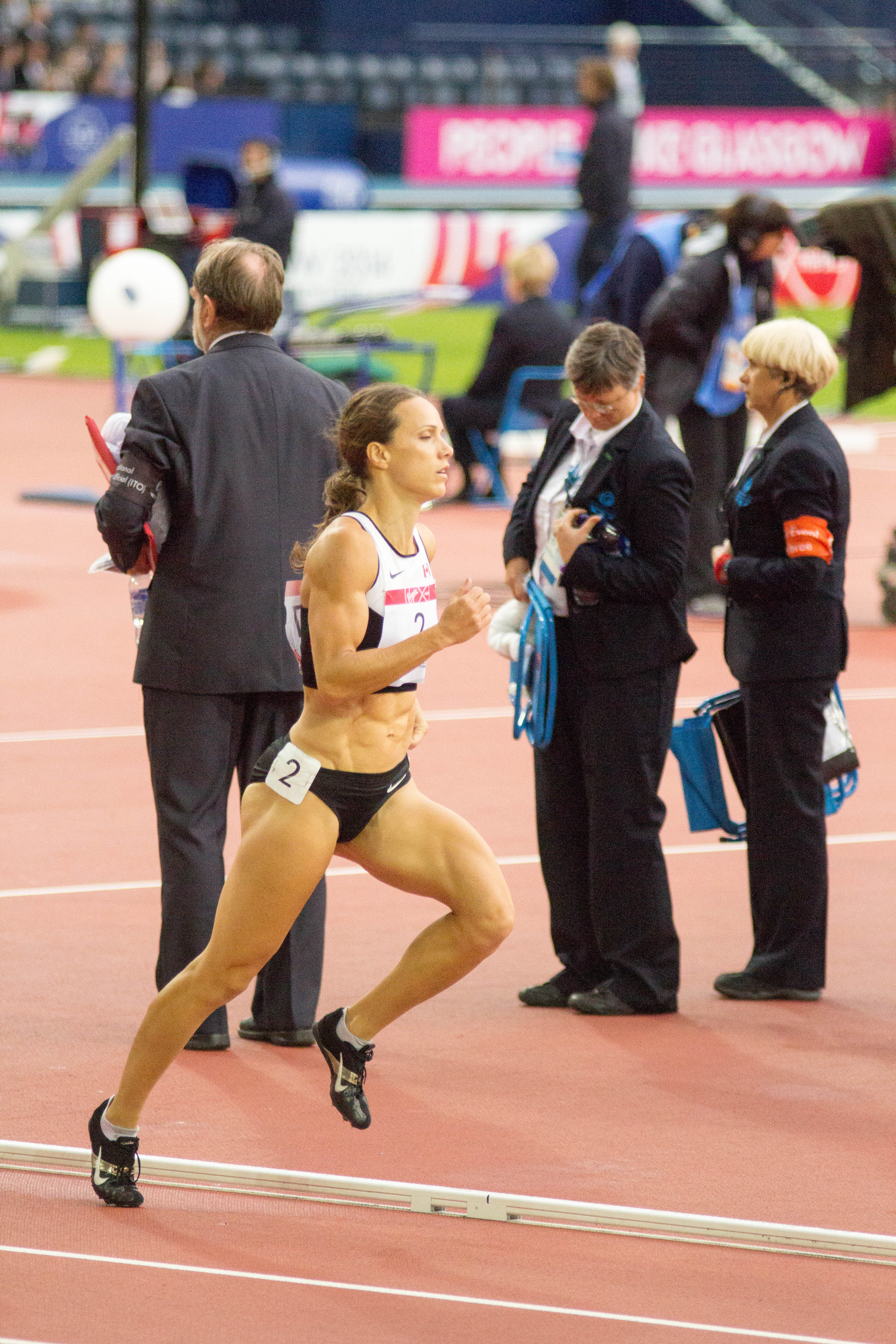
Jessica Zelinka – Rang acht
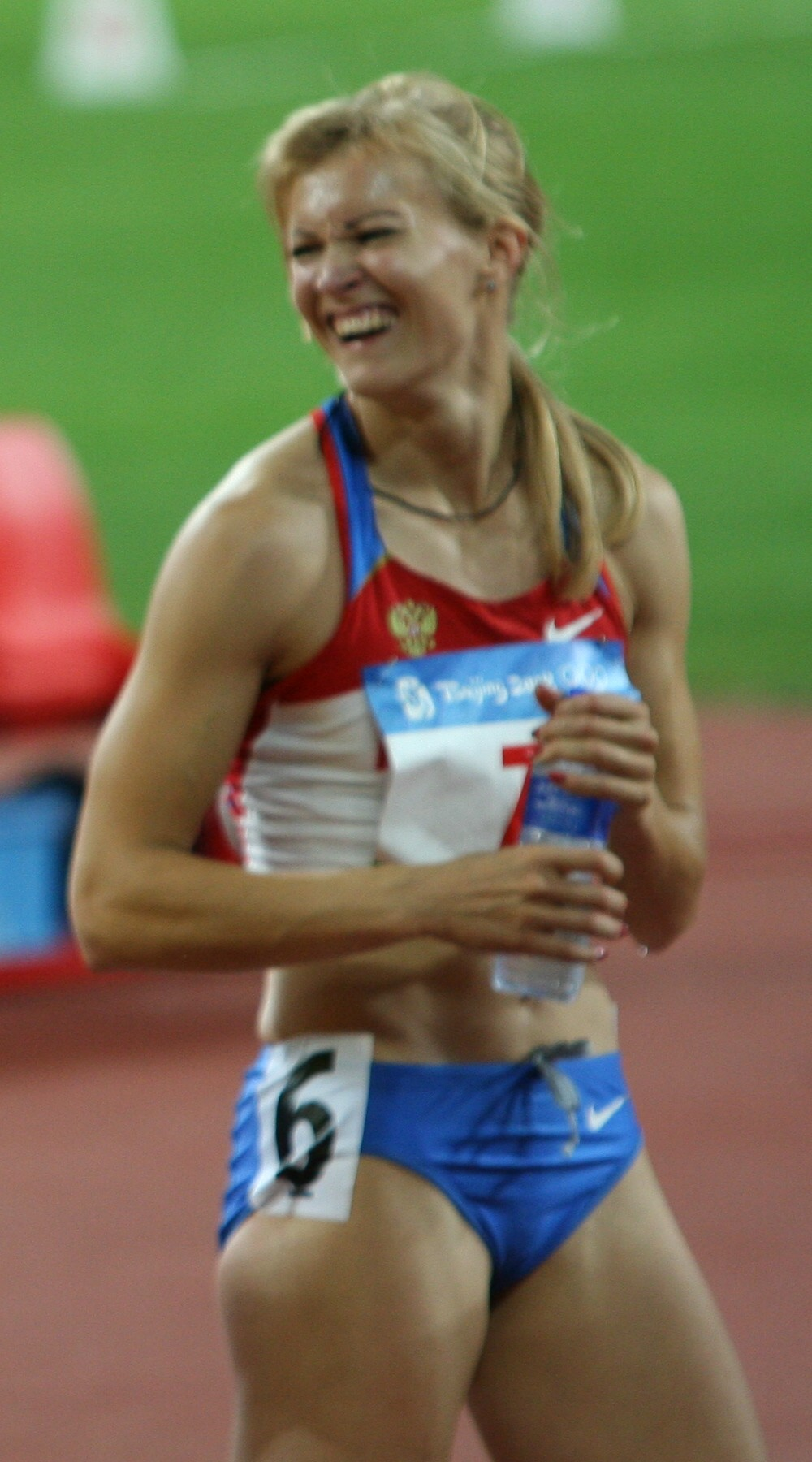
Rang neun für Anna Bogdanowa
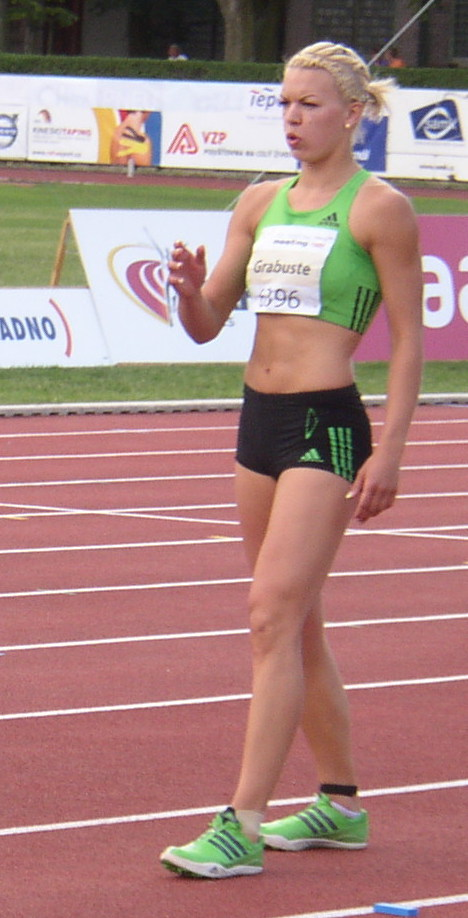
Aiga Grabuste – Platz zehn
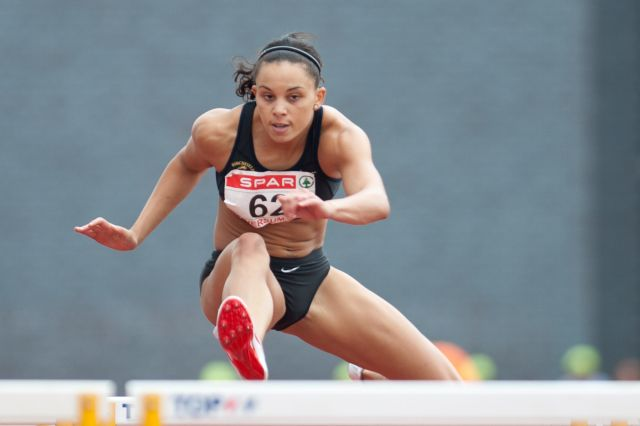
Louise Hazel – Platz dreizehn
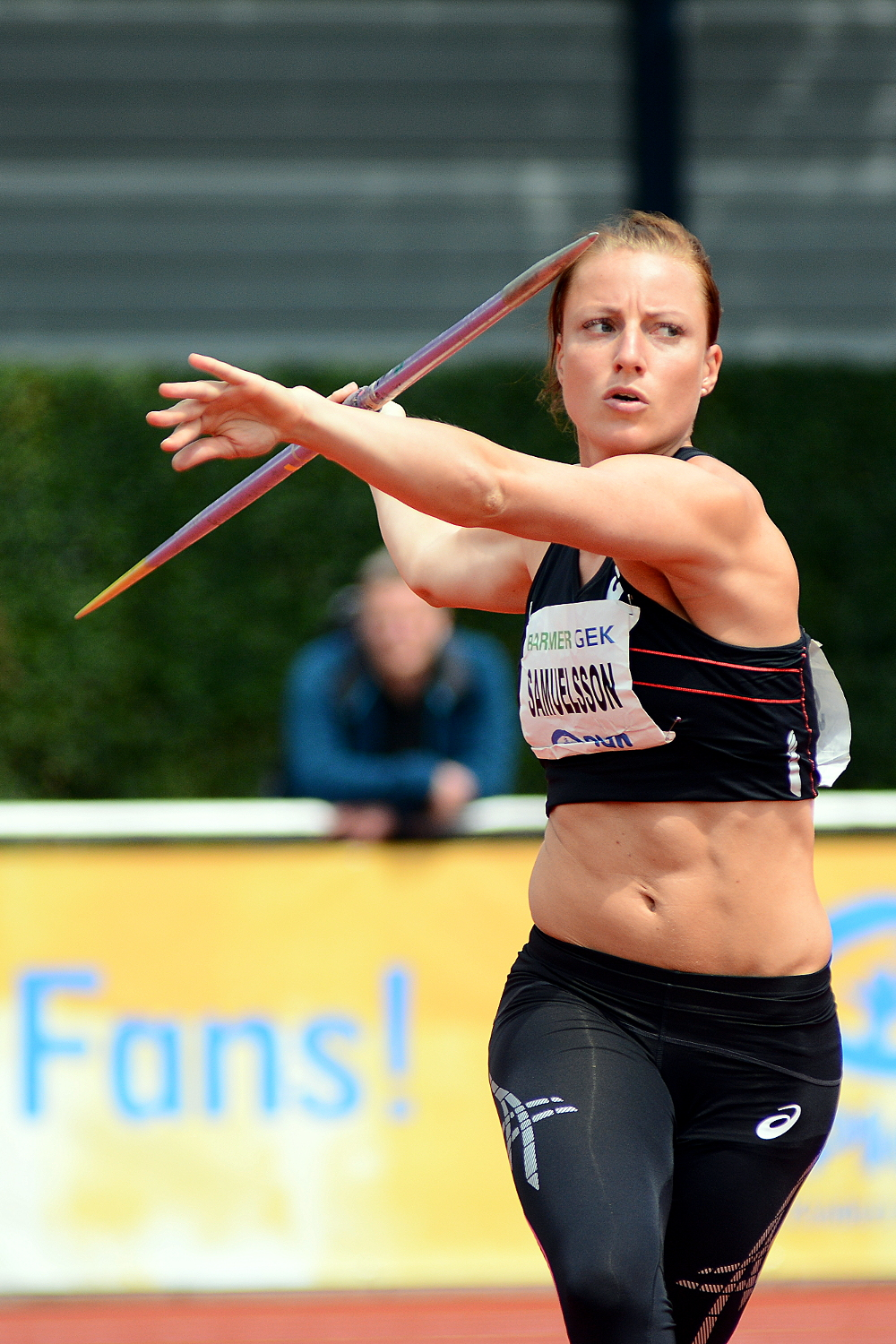
Jessica Samuelsson – Platz vierzehn
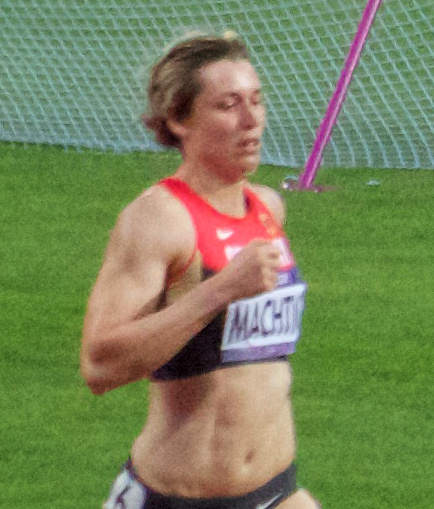
Julia Mächtig – Platz fünfzehn
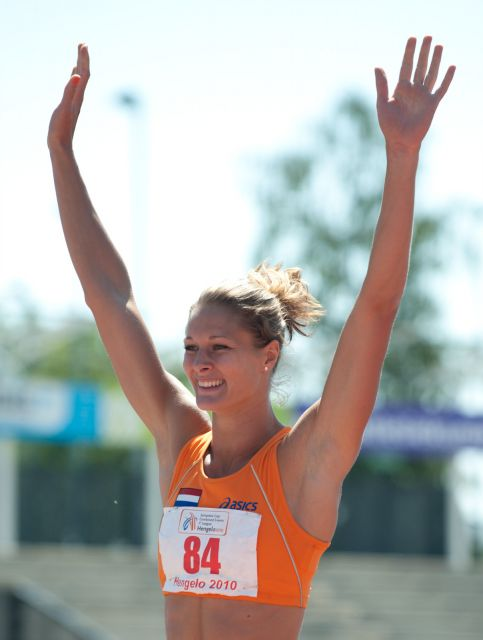
Remona Fransen – Platz siebzehn
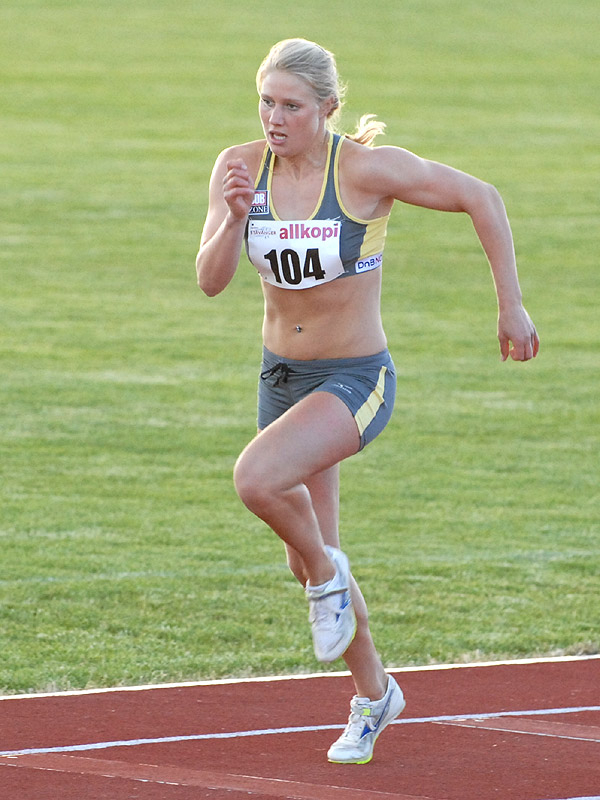
Ida Marcussen – Platz achtzehn
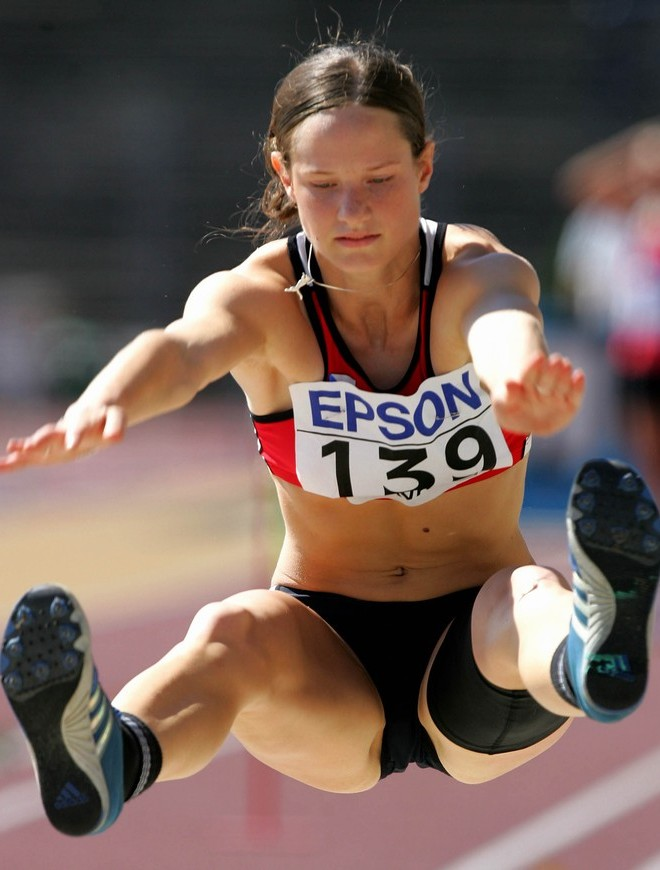
Kateřina Cachová – Platz neunzehn
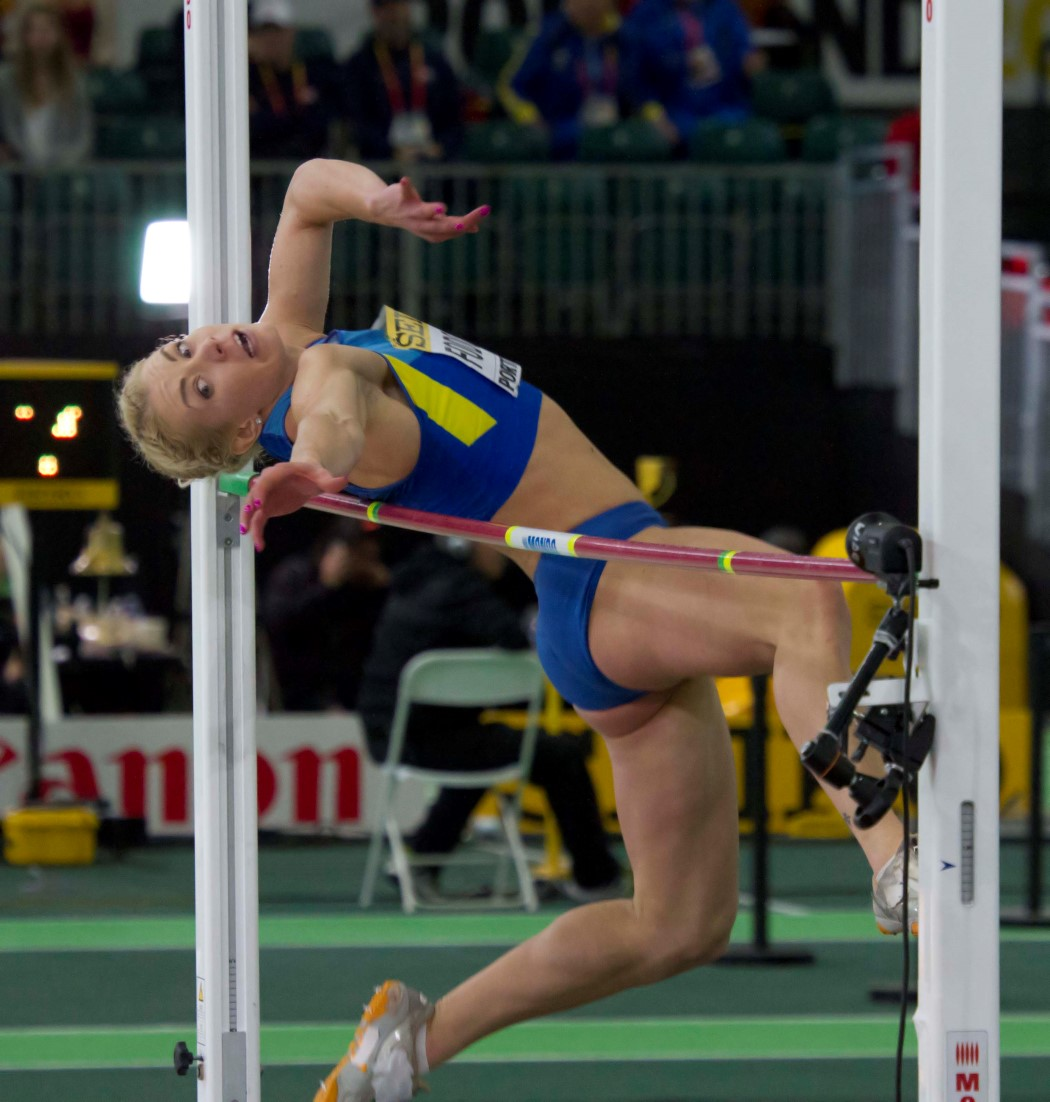
Alina Fjodorowa – Platz zwanzig
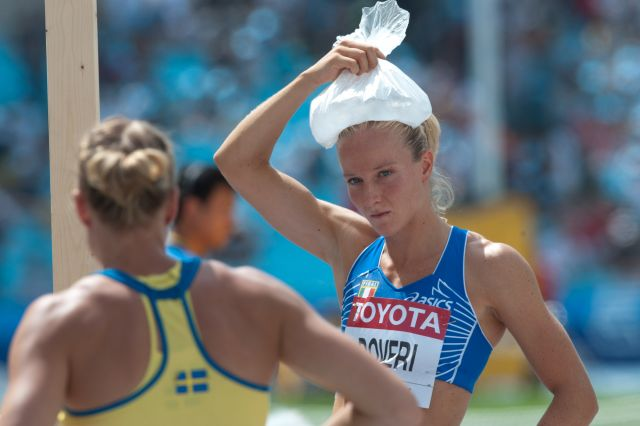
Francesca Doveri – Platz 21
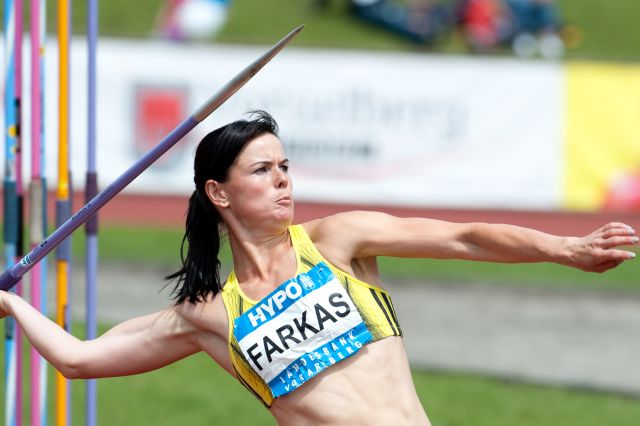
Györgyi Farkas – Platz 22
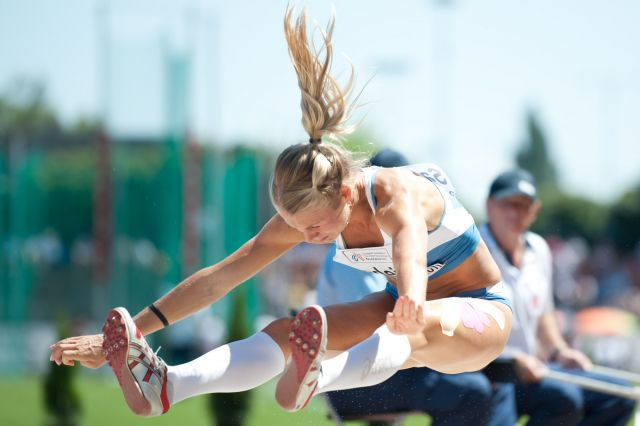
Grit Šadeiko – Platz 24
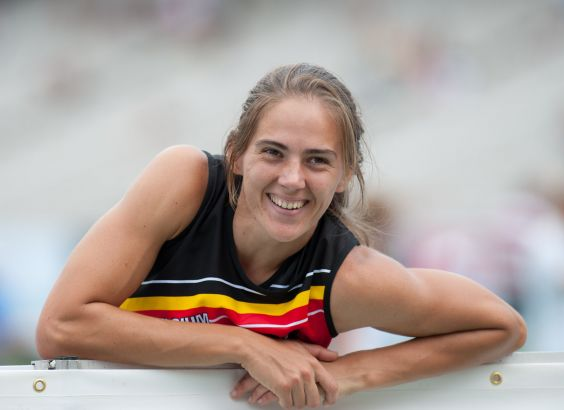
Sara Aerts – Wettkampf nach der dritten Übung, dem Kugelstoßen, abgebrochen
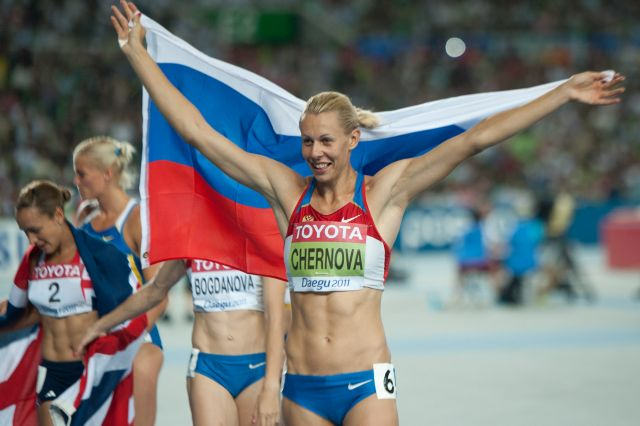
Tatjana Tschernowa, hier jubelnd über ihren vermeintlichen Sieg, wurde Jahre später wegen Verstoßes gegen die Antidopingbestimmungen disqualifiziert
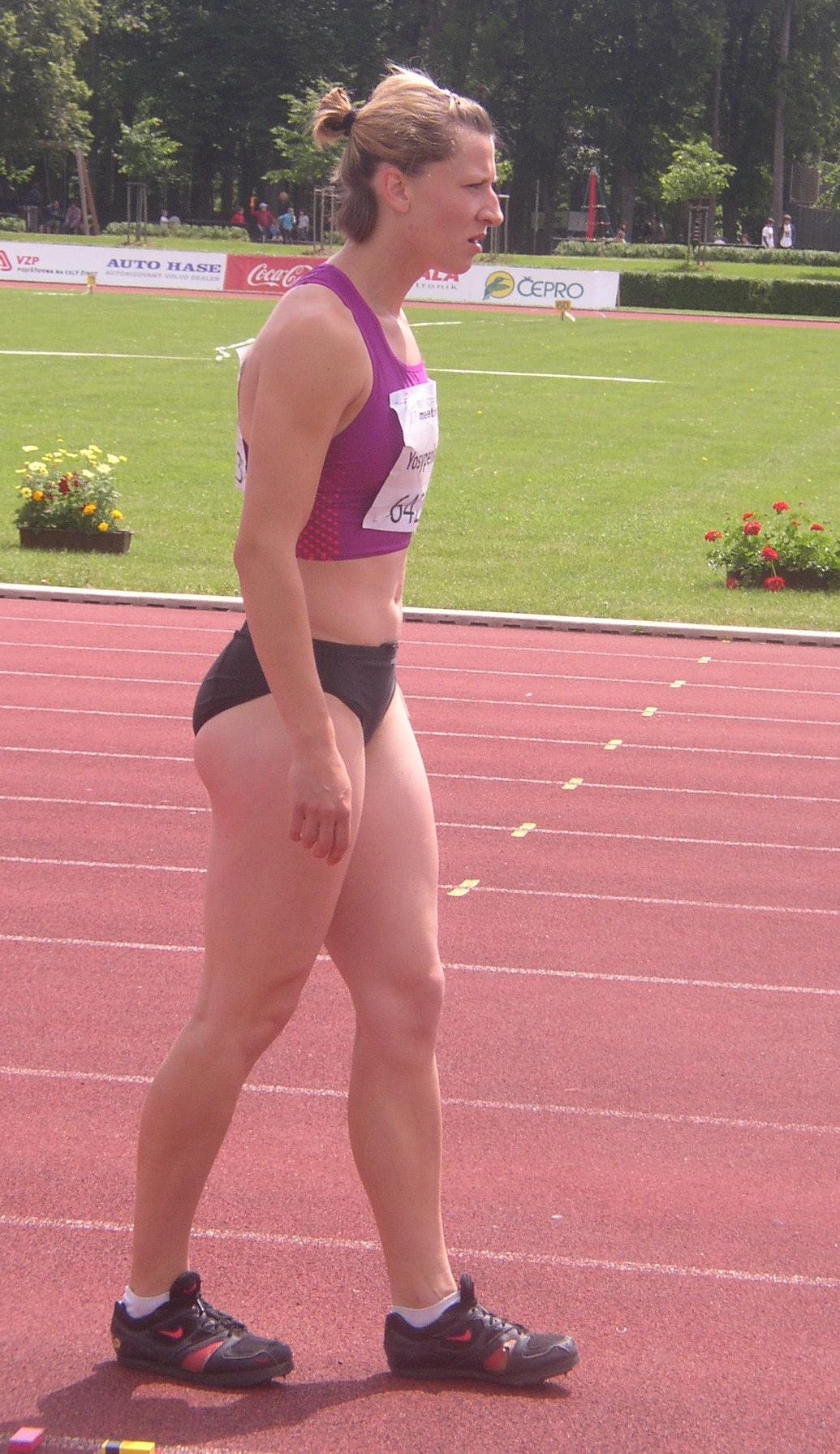
Ljudmyla Jossypenko – disqualifiziert wegen Dopingvergehens

## Videolinks
- Daegu 2011 Competition: Heptathlon Day 1 - Part 1, youtube.com, abgerufen am 13. Januar 2021
- Daegu 2011 Competition: Heptathlon Day 1 - Part 2, youtube.com, abgerufen am 13. Januar 2021
- Heptathlon - Jessica Ennis edged out by Fountain in 100m Hurdles, youtube.com, abgerufen am 13. Januar 2021